# Georg Ulmer
Georg Ulmer, född 5 mars 1877 i Hamburg, död 15 januari 1963 i Hamburg, var en tysk entomolog som specialiserade sig på forskning om dagsländor och nattsländor.
Fram till 1934 arbetade han som lärare i Hamburg. År 1912 fick han ett hedersdoktorat vid universitetet i Basel, och 1952 blev han hedersmedlem i Royal Entomological Society.
Under sin karriär genomförde Ulmer forskning om arter både från Tyskland och exemplar insamlade av andra från platser över hela världen. Från 1900 fram till sin död var han författare till 175 vetenskapliga publikationer. 1964 donerades hans insektssamling till Hamburgs zoologiska museum.
Ulmer var auktor till 381 levande och 129 fossila nattsländearter, tillsammans med 111 arter av dagsländor. Starrdagsländesläktena Ulmeritoides, Ulmeritus och Ulmerophlebia är uppkallade efter honom.

## Verk
- Über die Metamorphose der Trichopteren, 1903.
- Hamburgische Elb-Untersuchung 5. Trichopteren, 1903.
- Zur Trichopteren-Fauna von Hessen, 1903.
- Zur Trichopteren-Fauna von Thüringen und Harz, 1903.
- Zur Fauna des Eppendorfer Moores bei Hamburg, 1903.
- Über westafrikanische Trichopteren, 1904.
- Über die von Herrn Prof. Yngve Sjöstedt in Kamerun gesammelten Trichopteren, 1904.
- Trichopteren, 1904.
- Ephemeriden, 1904.
- Trichopteren aus Java, 1905.
- Über die geographische Verbreitung der Trichopteren, 1905.
- Übersicht über die bisher bekannten Larven europäischer Trichopteren, 1906.
- Japanische Trichopteren, 1908.
- Ephemeriden von Madagaskar und den Comoren, 1909.
- Unsere wasserinsekten, 1911.
- Die trichopteren des baltischen bernsteins, 1912.
- Ephemeriden aus Java, gesammelt von Edw. Jacobson, 1913.